# یواس‌اس اسکوت (اس‌پی-۱۱۴)
یواس‌اس اسکوت (اس‌پی-۱۱۴) (به انگلیسی: USS Scout (SP-114)) یک کشتی بود که طول آن ۸۱ فوت (۲۵ متر) بود. این کشتی در سال ۱۹۰۰ ساخته شد.